# I Sette libri dell'architettura

I Sette libri dell'architettura o Trattato di architettura è un'ampia opera teorica di Sebastiano Serlio (1475-1574). Fu il trattato di architettura che condensò in qualche modo tutte le esperienze dell'architettura manierista, anche attraverso le esperienze personali dell'autore, testimone del primo Cinquecento romano, poi del fermento culturale veneto ed infine della magnificenza della corte francese che si apriva alla cultura classicista e manierista.

## Caratteri dell'opera
Fu il primo trattato di architettura principalmente improntato più ad uno spirito pratico oltre che teorico, e il primo a codificare in dettaglio i cinque ordini. Si distingue per la grande importanza data alle numerose immagini, generalmente in xilografia, risultando un passaggio importante ed anticipatore non solo nella storia della trattatistica di architettura, ma anche nella storia della stampa, in generale. Diffuse il linguaggio manierista italiano in tutta Europa, offrendo un vasto repertorio di immagini e soluzioni progettuali.

## Composizione dell'opera
L'opera è editorialmente poco ordinata.
Infatti anche se Serlio, fin dalla prima pubblicazione nel 1537, aveva presentato un piano completo dell'opera in sette volumi, non tutta l'opera fu pubblicata. Nel 1551 fu aggiunto un libro "straordinario" ai sette previsti nel piano, mentre a lungo fu considerato come "libro ottavo" dell'opera un manoscritto di Serlio mai pubblicato.  Alcuni volumi dell'opera furono pubblicati  dall'autore in vita, senza seguire l'ordine del piano dell'opera. Altri libri dell'opera furono pubblicati postumi, e infine alcuni degli ultimi non furono proprio mai pubblicati. 
La sequenza di pubblicazione dei nove libri cominciò nel 1537 e fu la seguente:

### Libro IV
Il primo ad essere pubblicato fu il Libro IV (Regole generali di architettura, 1537), dedicato agli ordini architettonici ed alla loro teoria. Fu pubblicato a Venezia nel 1537, presso lo stampatore Francesco Marcolini.
Nella sua elaborazione Serlio tenne presente Vitruvio, ma anche l'opera dei contemporanei ed in particolare le opere e i disegni di Peruzzi e Bramante, acquisiti durante il lungo periodo romano.  
Ai tre ordini greci descritti da Vitruvio (dorico, ionico, corinzio), Serlio affianca l'ordine tuscanico e, per la prima volta, quello composito, dando inizio alla tradizione dei 5 ordini di architettura.
Il libro è illustrato anche con propri progetti, di carattere più o meno teorico, tra cui alcuni palazzi nelle cui facciate Serlio combina il linguaggio classicista della scuola romana con la tradizione veneziana, dando vita ad un modello che influenzerà lo sviluppo architettonico della tipologia del palazzo veneziano. Importanti sono le notizie riportate circa la tecnica della decorazione pittorica delle facciate. 
Per comprendere l'importanza del trattato di Serlio occorre ricordare come il Libro IV sia stato tradotto in fiammingo, all'insaputa di Serlio, solo due anni dopo la prima edizione. Seguirono la traduzione in tedesco nel 1542, in francese nel 1545, in spagnolo nel 1550.

### Libro III

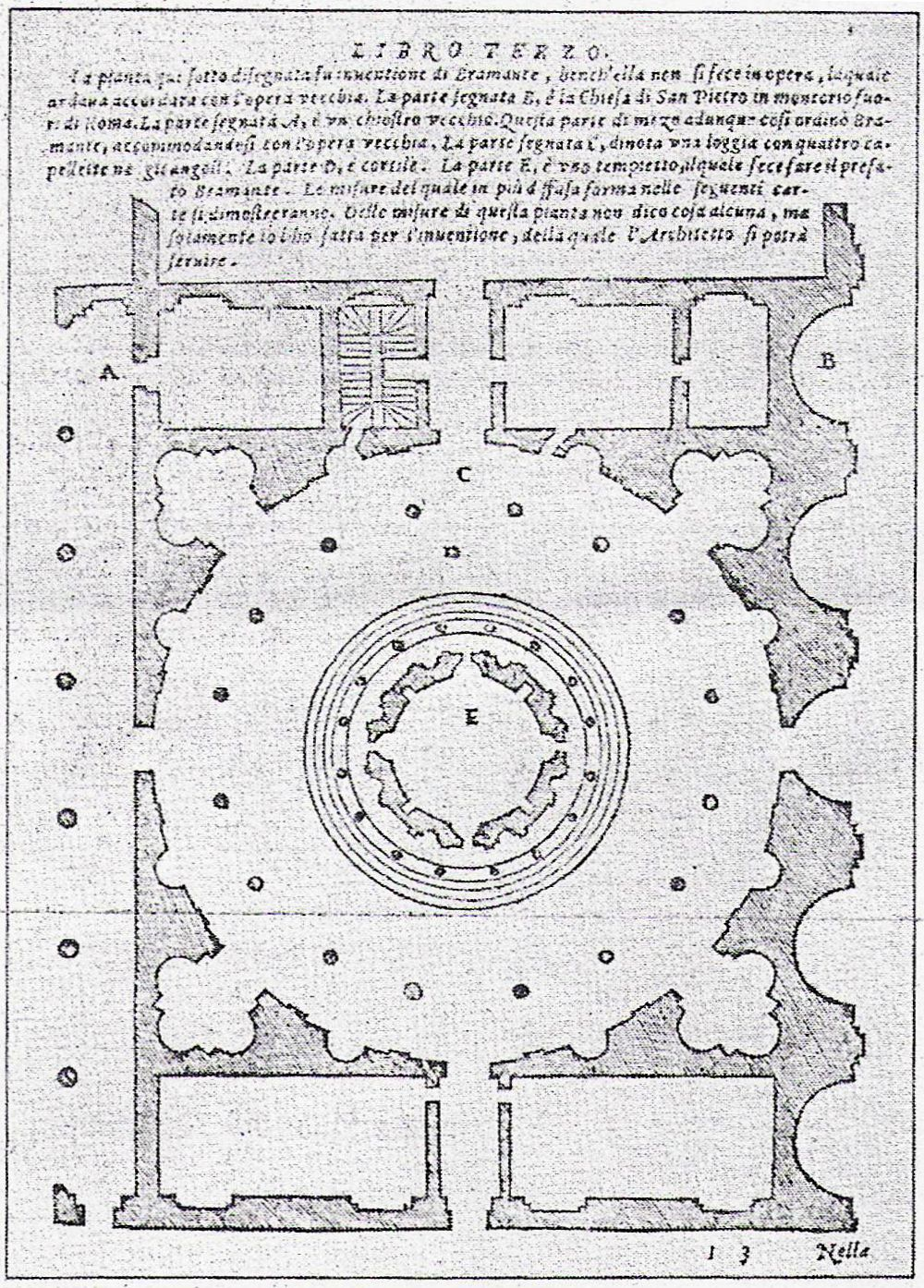
Tavola del Libro III rappresentante il progetto del Tempietto di Bramante

Nel seguente Libro III (Terzo libro, nel quale si figurano e si descrivono le antiquità di Roma) pubblicato nel 1540, dedicato a Francesco I, gli valse l'invito a recarsi in Francia presso la corte, a Fontainebleau. Si tratta della prima trattazione organica sull'architettura antica e contiene la descrizione di numerosi edifici romani, compreso il Pantheon, illustrati con pianta, alzato, sezione e dettagli prospettici. Accanto alle illustrazioni dei monumenti antichi troviamo costruzioni moderne tra cui le piante del Bramante, di Raffaello e del Peruzzi per San Pietro. Particolarmente importanti da un punto di vista documentario, sono i disegni che illustrano alcuni progetti di Bramante nella stesura originaria, come quello del Tempietto di San Pietro in Montorio.

### Libro I
Il Libro I (Il primo libro d'Architettura), dedicati alla geometria ed ai fondamenti matematici dell'architettura fu scritto durante il soggiorno di Serlio alla corte di Fontainebleau e pubblicato a Parigi nel 1545 in edizione bilingue, come anche il seguente Libro V, con la traduzione dell'architetto Jean Martin che sarà negli anni seguenti il primo traduttore francese di Vitruvio.

### Libro II
Il Libro II (Il secondo libro d'Architettura),  dedicato alla prospettiva e scenografia, fu completato insieme al Libro I durante il soggiorno a Fontainebleau ed anch'esso pubblicato a Parigi nel 1545 in edizione bilingue, con la traduzione dell'architetto Jean Martin. Serlio teorizza tre tipi di scena: tragica, con la rappresentazioni di nobili architetture monumentali, comica con la rappresentazioni di una scena urbana più popolare, e satirica, rappresentante un ambiente naturale boschivo.

### Libro V
Sempre in Francia, nel 1547, fu pubblicato il Libro V, Quinto libro d'Architettura, nel quale si tratta di diverse forme di templi sacri, anch'esso in edizione bilingue, che tratta di diverse forme dell'architettura sacra nelle varie tipologie a pianta centrale e longitudinale.

### Libro straordinario

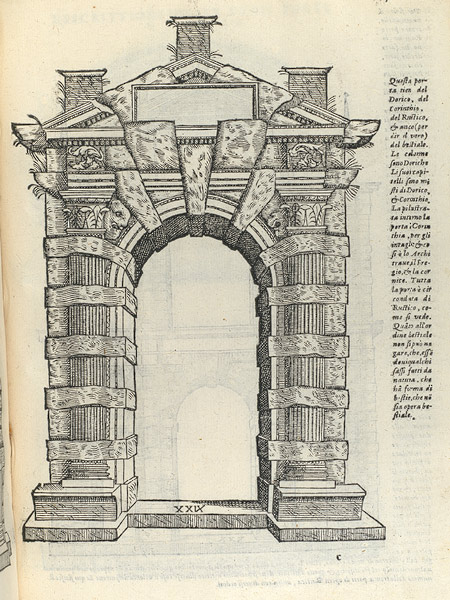
Tavola XXIX del Libro Extraordinario

Nel 1551 uscì a Lione, il Libro Extraordinario, appendice non prevista nel piano editoriale che Serlio si era proposto tredici anni prima. In esso, vera antologia di licenze manieriste, Serlio manifesta la sua forza inventiva ed un certo spirito antivitruviano, proponendo soluzioni architettoniche sorprendenti basate sull'uso del bugnato e dell'ordine rustico. Si tratta di un libro fatto quasi esclusivamente di immagini, stampate da matrici di rame, contenente 50 progetti di portali monumentali accompagnate da brevi didascalie e da un'introduzione in italiano e francese. Ebbe una grande diffusione in Italia.

### Libro VII

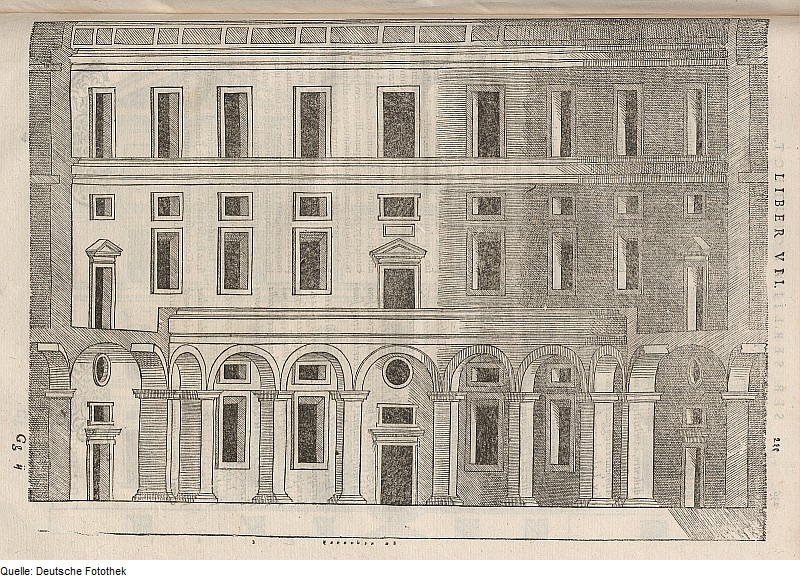
Tavola del Libro VII

Ormai vecchio ed in ristrettezze economiche dopo la morte del re Francesco I, durante il periodo lionese, Serlio vendette i suoi manoscritti all'antiquario Iacopo Strada, che fece stampare postumo, a Francoforte, il Libro VII (1575) che tratta dei palazzi e delle ville, cioè “delle habitationi di tutti li gradi di homini”.
Si tratta di una catalogazione di tipologie residenziali che Serlio riesce ad individuare combinando osservazione e progettualità e principi architettonici canonici (simmetria, uso degli ordini, ortogonalità) e sperimentali (trattamento delle superfici, dimensionamento degli ordini).
Tale catalogazione, basata sulla ricerca della "comodità" e del "decoro", giunge nella trattazione fino a definire concetti urbanistici.
Del libro esistono due diverse versioni manoscritte che sembrano dimostrare, nelle immagini, un'evoluzione negli anni '40, verso l'abbandono delle "licenze" manieriste.
Soprattutto nel manoscritto più antico, accanto a molte soluzioni architettoniche presentate, Serlio accosta anche puntuali varianti "al costume di franza", accettando elementi della tradizione edilizia che aveva incontrato in Francia in una eclettica coesistenza di diversi stili.

### Libro VI
Il Libro VI redatto durante il periodo lionese di Serlio in due versioni successive, tratta dell'architettura civile come il Libro VII ed in particolare delle  "habitationi di tutti li gradi de gli huomini".  Dopo la morte Serlio e di Iacopo Strada, rimase inedito per secoli, nonostante sia stato ipotizzato che abbia avuto una certa diffusione, sia in Francia che in Italia, per esempio tra gli architetti cremonesi del Cinquecento Francesco e Giuseppe Dattaro.

### Libro VIII
Il cosiddetto Libro VIII, dedicato all'architettura militare, non apparteneva in realtà al piano originario dell'opera. Si tratta di un manoscritto illustrato e pronto per le stampe in latino e italiano, che fu a lungo erroneamente considerato come un ulteriore Libro VIII dell'opera. Con testo in latino e italiano, è conservato a Monaco di Baviera.  . Tratta della Castramentatio: Serlio qui ricostruisce la struttura dell'accampamento militare romano sulla base delle indicazioni di Polibio.